# Anna von Utenhove
Johanna bzw. Anna von Utenhove oder Anna Utenhovia (* um 1550 vermutlich in Gent; † nach 1603 vermutlich in Köln) war eine flämisch-deutsche Humanistin und neulateinische Dichterin.

## Leben
Anna von Utenhove stammte aus einer angesehenen flämischen Patrizierfamilie, deren Mitglieder um 1560 als Protestanten vor der Inquisition aus Gent in das niederrheinische Exil geflohen waren. Ihr Großvater war der Humanist, Schüler des Erasmus von Rotterdam (1465/69–1536) und mehrmalige Genter Bürgermeister Karl von Utenhove d. Ä. (um 1500–1580), ein entfernter Großonkel der reformierte Theologe und Übersetzer des Neuen Testaments in das Niederländische Jan van Utenhove (1516–1566).
Anna von Utenhove war eine Nichte des humanistischen Dichters Karl von Utenhove d. J. (1536–1600), von dem sie unterrichtet und gefördert wurde. Sie war eine gebildete Dichterin, die Latein, Griechisch und weitere Sprachen beherrschte. Sie veröffentlichte Gedichte in Werken von Sebastian Artomedes (1544–1602), Johannes Posthius (1537–1597), Jakob Monau (1546–1603) und ihrem Verwandten Jan Gruter (1560–1627).
Anna nannte sich in ihrem Beitrag zu den „Parerga poetica“ des Posthius „Anna Utenhoviadis Karolantonii F[ilia]“ (= Utenhove’sche Anna, Tochter von Karl-Antonius). Damit spielt sie auf Karl von Utenhove d. J. als ihren „geistigen“ Vater bzw. auf ihren Großvater Karl und auf Antonius von Utenhove als ihren leiblichen Vater an. Karl von Utenhove d. J. bezeichnete 1594 seine Nichte (neptis) als „Utenhovia Antonio patro progenita ANNA affinibusq[ue] gentis Utenhoviae“ (= ANNA Utenhovia, vom Vater Antonius hervorgebracht und aus der Verwandtschaft des Geschlechts Utenhove). Ihr Bruder Justus (Joost) Utenhove (* um 1567; † nach 1606) war seit 1596 verheiratet mit Margriete de Wolff (* um 1572; † nach 1614), einer Schwägerin von Joost van den Vondel (1587–1679). Ein Brief Karls von Utenhove d. J. an seinen „liebsten Neffen“ (nepos charissime) Justus Utenhovius ist erhalten.
Ein Angebot der Herzogin Marie Eleonore von Preußen (1550–1608), die 1591/92 mit zwei Töchtern nach Jülich-Kleve-Berg gereist war, um ihre Ansprüche als Erbtochter anzumelden, die Prinzessinnen in Französisch zu unterrichten, lehnte Anna von Utenhove 1591 ab.
Justus Lipsius (1547–1606) ließ Anna von Utenhove 1592 in einem Brief an Karl von Utenhove nach Köln grüßen. Für ihren erblindeten Onkel Karl von Utenhove nahm Anna dort Diktate auf und unterstützte ihn bei seinen Publikationen (erwähnt 1595). 1603 trug sich „Anna Utenhoue Ant[onii] F[ilia]“ in das Stammbuch des Wilhelm Weier († 1653), eines Verwandten des Karl von Utenhove, ein.
Eine „Anna Utenhovia“ war seit Februar 1611 mit dem Kölner Kaufmann Cornelius Jacopszoon van Breda († nach 1641) verheiratet und zog mit ihm nach Utrecht, wo sie am 14. September 1641 starb. Arnoldus Buchelius (1565–1641) hielt sie für die Nichte oder Großnichte („nupta“) Karls von Utenhove, es dürfte sich angesichts der Heirats- und Sterbedaten eher um eine jüngere Verwandte gehandelt haben. Aus dieser späteren Zeit sind keine Veröffentlichungen Anna von Utenhoves bekannt.
Gelegentlich wird vermutet, bei „Anna Pallantia“ (um 1550–1599) – einer weiteren Nichte Utenhoves – und „Anna Utenhovia“ handele es sich um dieselbe Person, aber in einem Akrostichon an Gruter nennen sich beide Dichterinnen nebeneinander und auch in den „Parerga (Adoptivis)“ des Posthius und dem „Symbolum“ des Monau sind beide vertreten.

## Werke
- Epigramma ad Nicolaum Klopferum[15] Amicum s[uam] Suavissimum, Abeuntem ad Munus Docendi in Pago Franciae Orientalis (1571). In: Sebastian Artomedes (Hrsg.): Epithalamia Conscripta in Honorem Pii et Eruditi Viri D. Nicolai Klopferi, Pastoris Uttenhovii, et Pudicissimae Virginis, Elisabethae Heslerinnae[16], à S. Artomede, C. Leio[17], & B. Monaecio ... Viris Probatis & Amicis, Amphiaras Vatis Laude Dignissimis, Frankfurt am Main: Nicolas Basseus 1573
- Idem totidem verbis ab Anna Vtenhouiade Karolantonii F. expressum [Übertragung eines griechischen Gedichtes von Karl von Utenhove auf die 2. Auflage der Parergorum Poeticorum] und Eiusdem Vtenhouiae ad Io. Posthium. In: Johannes Posthius (Hrsg.): Parergorvm poeticorvm, Bd. I, 2. Aufl. o. O. [Heidelberg]: Hieronymus Commelin 1595, S. 339 und 340 (Digitalisat der Universitätsbibliothek Mannheim) [nicht enthalten in der 1. Aufl. Würzburg: Heinrich von Aich 1580]
- In idem Annae Vtenhoviae. In: Jakob Monau (Hrsg.): Symbolvm Iacobi Monawi ipse faciet variis variorvm avctorvm carminibvs expressvm et decoratvm. Cum nonnullis appendicibus, Görlitz: Johannes Rhamba 1595, S. 222
- Anna Utenhovia Marquardo Frehero. In: Legionum Epistolarum Utenhovii hecatontas aut centuria prima (bisher ungedruckte handschriftliche Briefsammlung, 1598; Bibliothèque nationale de France Paris, MS fonds latin 18592), Blätter 52f (Digitalisat der Bibliothèque nationale de France)
- Idem Latinè Anna Utenhovia interpretur [Übertragung eines griechischen Gedichtes von Johannes Posthius ins Lateinische]. In: Legionum Epistolarum Utenhovii hecatontas aut centuria prima (bisher ungedruckte handschriftliche Briefsammlung, 1598; Bibliothèque nationale de France Paris, MS fonds latin 18592), Blatt 65 (Digitalisat der Bibliothèque nationale de France)
- (zusammen mit Anna von Palant) Annae Pallantiae et Annae Utenhoviae Acrostichon (British Museum; MS. Burney 370 Epistolarum et Carminum ad Janum Dousam: Nr. 21 Variorum Carmina ad Janum Gruterum, Blatt 36)[18]; wohl = Annae Pallantiae et Annae Vtenhoviae Acrostichis. In: Joseph Justus Scaliger / Markus Welser / Jan Gruter: Inscriptiones Antiqvae Totius orbis Romani, in corpus absolutißimum redactae, Bd. I, o. O. [Heidelberg:] Commelin o. J. [1602/03]
  - 2. Aufl. Inscriptionvm Romanorvm corpus absolutissimvm, o. O. [Heidelberg:] Commelin 1616 (Digitalisat der Universitätsbibliothek Heidelberg)
  - 2. = 3. Aufl. Inscriptiones Antiquae totius orbis Romani … Nunc curis secundis ejusdem Gruteri et notis M. Gudii emendatae et tabulis aeneis a Boissardo confectis illustratae, denuo cura … J. G. Graevii recensitae, Amsterdam: Franziscus Halma 1707, S. 13 (Google-Books)